# クララ (小惑星)
クララ (642 Clara) は小惑星帯に位置する小惑星である。ハイデルベルクでマックス・ヴォルフによって発見された。
発見者の家政婦の1人にちなんで命名された。